# Trididemnum tomarahi
Trididemnum tomarahi är en sjöpungsart som beskrevs av Monniot 1987. Trididemnum tomarahi ingår i släktet Trididemnum och familjen Didemnidae. Inga underarter finns listade i Catalogue of Life.